# Cheiloneurus lineascapus
Cheiloneurus lineascapus är en stekelart som beskrevs av Charles Joseph Gahan 1910. Cheiloneurus lineascapus ingår i släktet Cheiloneurus och familjen sköldlussteklar. Inga underarter finns listade i Catalogue of Life.